# فلزی نیلگون پرچین
فلزی نیلگون پرچین (نام علمی: Celastrina melaena) گونه‌ای پروانه است که در تیره پرنیان‌بالان قرار دارد. اندازه این گونه کوچک است و در هند از آسام تا مانیپور یافت می شود.